# Canton de Charenton-le-Pont
Le canton de Charenton-le-Pont est une circonscription électorale française située dans le département du Val-de-Marne et la région Île-de-France.

## Histoire

### Département de la Seine
La canton de Charenton est créé en 1800, au sein de l'Arrondissement de Sceaux et du département de la Seine. L'arrêté du 25 fructidor an IX (12 septembre 1801) fixe les communes qui y sont rattachées : Bercy, Bonneuil, Brie, Champigny, Charenton-le-Pont, Charenton-Saint-Maurice, Créteil, Maisons-Alfort, Saint-Maur, Nogent, et Pont-de-Saint-Maur.
Par la loi du 16 juin 1859, les limites de Paris sont étendues. la commune de Bercy est coupée en deux, la partie sud est rattachée à Charenton. 
Par la loi du 13 avril 1893, de nouveaux cantons sont formés. Le canton perd les deux-tiers de sa superficie, avec la création des cantons de Nogent-sur-Marne et celui de Saint-Maur-des-Fossés. En 1929, une nouvelle extension avec le rattachement du bois de Vincennes à la capitale fait perdre une grande partie des communes de Charenton et de Saint-Maurice.
Jules-Ferdinand Baulard, ouvrier en miroiterie (1827-1910), est élu en 1887 au Conseil général de la Seine en tant que représentant du canton de Charenton-le-Pont. Il sera élu député radical et laïc en 1889, 1893 et 1898 dans la 2e circonscription de Sceaux (Seine), qui correspond à une grande partie de l’actuel Val-de-Marne. Il ne se représente pas en 1890.

#### Période 1860 - 1919: ancien canton de Charenton
| Période | Période          | Identité                                | Étiquette                | Qualité |
| ------- | ---------------- | --------------------------------------- | ------------------------ | --- |
| 1860    | 1864             | Louis-Désiré Véron                      | Indépendant              | Journaliste, ancien Directeur de l'Opéra de Paris Député (1852-1863), propriétaire Rue de Rivoli Conseiller nommé par l'Empereur Napoléon III |
| 1864    | 1869             | Sébastien Marie Archdeacon (1793-1871)  | bonapartiste             | Agent de change honoraire, propriétaire Rue d'Anjou-Saint-Honoré Conseiller nommé par l'Empereur Napoléon III                                 |
| 1869    | 1870 (décès)     | Louis Marie Amédée Marchand (1803-1870) |                          | Conseiller référendaire à la Cour des comptes Président de section au Conseil d'État                                                          |
| 1871    | 1881             | Jules-Auguste Béclard                   | Républicain              | Médecin à Saint-Maurice, Secrétaire perpétuel de l'Académie de Médecine Propriétaire boulevard Saint-Michel à Paris                           |
| 1881    | 1886 (décès)     | Pierre-Jules Decorse (1842-1886)        |                          | Médecin, maire de Saint-Maurice (1876-1886)                                                                                                   |
| 1887    | 1889 (démission) | Jules-Ferdinand Baulard                 | Rad.                     | Ouvrier en miroiterie puis industriel Député (1889-1902) Conseiller municipal de Joinville-le-Pont                                            |
| 1890    | 1893             | Bertrand-Georges Laffont (1847-)        | Rad.                     | Médecin, maire de Saint-Maur (1888-1894) |
| 1893    | 1900             | Gustave Barrier (1853-1945)             | Républicain Progressiste | Professeur d'anatomie à l'école vétérinaire d'Alfort Conseiller municipal de Maisons-Alfort                                                   |
| 1900    | 1909 (démission) | Amédée Chenal                           | Rad.                     | Ouvrier menuisier à Alfort Député (1909-1914) Maire de Maisons-Alfort (1896-1901)                                                             |
| 1909    | 1912             | Arthur Dussault (1851-1929)             | Rad.                     | Propriétaire, peintre Maire de Charenton (1891-1912)                                                                                          |
| 1912    | 1919             | Barthélémy Mayéras                      | SFIO                     | Journaliste, député (1914-1919) |

#### Période 1919 - 1945:1recirconscriptiondu canton de Charenton (avecAlfortvilleetMaisons-Alfort)
| Période                     | Période                     | Identité                   | Étiquette                  | Qualité                                                                             |
| --------------------------- | --------------------------- | -------------------------- | -------------------------- | ----------------------------------------------------------------------------------- |
| 1919                        | 1925                        | Léon Champion (1861-1955)  | Rad.                       | Propriétaire Maire de Maisons-Alfort (1901-1935)                                    |
| 1925                        | 1929                        | Lucien Brenot (1858-?)     | SFIO                       | Employé chimiste puis propriétaire Maire d'Alfortville (1922-1929)                  |
| 1929                        | 1935                        | Charles Thévenin (1881-?)  | PRS                        | Médecin Maire de Charenton (1912-1915, 1917-1919 et 1925-1944)                      |
| 1935                        | 1940 maintenu jusqu'en 1944 | Charles Delval (1894-1966) | PC-SFIC puis POPF puis PPF | Mécanicien aux chemins de fer, Charenton                                            |
|                             |                             |                            |                            |                                                                                     |
| 1945 Décret du 12 mars 1945 | 1945                        | Jules Crapier (1895-1985)  | PCF                        | Garde-frein puis contrôleur des trains Dirigeant de la Fédération CGT des cheminots |

#### Période 1925 - 1945:2ecirconscription(Maisons-Alfort,Saint-Maurice) (créée en1925)
| Période                     | Période                      | Identité                             | Étiquette | Qualité |
| --------------------------- | ---------------------------- | ------------------------------------ | --------- | --- |
| 1925                        | 1935                         | Léon dit Eugène Champion (1861-1955) | Rad.      | Propriétaire Maire de Maisons-Alfort (1901-1935)                                                                               |
| 1935                        | 1940 (déchu le 16 mars 1940) | Albert Vassart (1898-1958)           | PC-SFIC   | Ouvrier métallurgiste Maire de Maisons-Alfort (1935-1939)                                                                      |
|                             |                              |                                      |           | |
| 1941 (nommé par décret)     | 1944                         | Maurice Dablincourt (1884-1964)      |           | Ingénieur chimiste au Ministère des Finances Dirigeant de la Confédération des travailleurs intellectuels Propriétaire à Paris |
|                             |                              |                                      |           | |
| 1945 Décret du 12 mars 1945 | 1945                         | André Saulnier (1899-1953)           | PCF       | Métreur-vérificateur Maire de Maisons-Alfort (1945-1947)                                                                       |

#### Conseillers d'arrondissement du canton de Charenton (de 1833 à 1940)
| Période                                  | Période           | Identité                           | Étiquette               | Qualité |
| ---------------------------------------- | ----------------- | ---------------------------------- | ----------------------- | --- |
| 1880                                     | 1884 (démission)  | Arsène Lopin (1844-1926)           | Républicain             | Employé de Commerce, lieutenant d’habillement et délégué du bataillon n° 9 de la Garde Nationale, conseiller municipal de Saint-Maur-des-Fossés, Président du Conseil d'arrondissement |
| 29 juil.1884                             |                   | M. Caillette                       | Républicain             | |
|                                          |                   |                                    |                         | |
| 22 avril 1889                            | 1890 (annulation) | Jean-Philippe Eberlin (1823-1894)  | Républicain             | Lithographe, commis banquier, fabricant batteur d'or, commandant du bataillon 92 de la Garde Nationale, rentier, maire de Bry-sur-Marne (1884-1892)                                    |
| 1890                                     | 1896              | Victor Ernest Gravinard            |                         | Rentier à Charenton |
| 1896                                     | 1908              | Charles Hyacinthe Marie Capdeville |                         | Docteur en médecine à Alfortville |
| 1908                                     | juin 1922 (décès) | Jules Cuillerier (1869-1922)       | SFIO                    | Ouvrier moulurier, maire d'Alfortville (1904-1922) |
| 23 juil.1922                             |                   | François Ternaux (1862-1938)       | PC-SFIC (exclu en 1928) | Tonnelier puis courtier en vins, ancien adjoint au maire puis maire par intérim (1914 à 1917) de Charenton, député de la Seine de 1924 à 1928                                          |
| 1940                                     |                   |                                    |                         | Les conseils d'arrondissement ont été suspendus par la loi du 12 octobre 1940 et n'ont jamais été réactivés                                                                            |
| Les données manquantes sont à compléter. |                   |                                    |                         | |

#### Période 1945 - 1953
Charenton fait partie du secteur de Sceaux-Est

#### Période 1953 - 1959
Charenton fait partie du 1er secteur de la Seine. Henri Guérin (indépendant), maire de Charenton de 1947 à 1972, fait partie des 11 élus du secteur.

#### Période 1959 - 1967
Charenton et Saint-Maurice forment le 44ème secteur de la Seine.
| Période                                          | Période | Identité                 | Étiquette       | Qualité                                |
| ------------------------------------------------ | ------- | ------------------------ | --------------- | -------------------------------------- |
| 1959 44e secteur Charenton-le-Pont-Saint-Maurice | 1967    | Henri Guérin (1901-1972) | Union nationale | Maire de Charenton-le-Pont (1947-1972) |

### Département duVal-de-Marne
Le canton de Charenton-le-Pont, regroupant les communes de Charenton-le-Pont et de Saint-Maurice est recréé, lors de la mise en place du département du Val-de-Marne par le décret du 20 juillet 1967.
Un nouveau découpage territorial du Val-de-Marne entré en vigueur à l'occasion des premières élections départementales suivant le décret du 17 février 2014. Les conseillers départementaux sont, à compter de ces élections, élus au scrutin majoritaire binominal mixte. Les électeurs de chaque canton élisent au Conseil départemental, nouvelle appellation du Conseil général, deux membres de sexe différent, qui se présentent en binôme de candidats. Les conseillers départementaux sont élus pour 6 ans au scrutin binominal majoritaire à deux tours, l'accès au second tour nécessitant 12,5 % des inscrits au 1er tour. En outre, la totalité des conseillers départementaux est renouvelée. Ce nouveau mode de scrutin nécessite un redécoupage des cantons dont le nombre est divisé par deux avec arrondi à l'unité impaire supérieure si ce nombre n'est pas entier impair, assorti de conditions de seuils minimaux. Dans le Val-de-Marne le nombre de cantons passe ainsi de 49 à 25.
Dans ce cadre, le canton de Charenton-le-Pont est conservé et s'agrandit. Il passe de 2 à 3 communes + une fraction et comprend désormais les communes de Charenton-le-Pont,  Joinville-le-Pont,  Saint-Maurice, ainsi qu'une fraction de Nogent-sur-Marne.

## Représentation

### Conseillers généraux de 1967 à 2015
| Période | Période      | Identité             | Étiquette       | Qualité                                                                                         |
| ------- | ------------ | -------------------- | --------------- | ----------------------------------------------------------------------------------------------- |
| 1967    | 1972 (décès) | Henri Guérin         | DVD             | Médecin Maire de Charenton-le-Pont (1947-1972)                                                  |
| 1973    | 1998         | Louis Manchon        | RI puis UDF     | Industriel Officier de la Légion d'honneur Maire de Saint-Maurice (1967 → 1989)                 |
| 1998    | 2015         | Jean-Marie Brétillon | UDF-DL puis UMP | Chef d'entreprise Maire de Charenton-le-Pont (2001 → 2016) Suppléant du député Michel Herbillon |

### Conseillers départementaux depuis 2015
| Période élective | Période élective | Mandat | Mandat   | Identité       | Nuance | Nuance | Qualité |
| ---------------- | ---------------- | ------ | -------- | -------------- | ------ | ------ | --- |
| 2015             | 2021             | 2015   | 2021     | Chantal Durand |        | LR     | Cadre retraitée Maire-adjointe de Joinville-le-Pont |
| 2015             | 2021             | 2015   | 2021     | Hervé Gicquel  |        | LR     | Directeur territorial dans une institution financière publique 1er maire-adjoint (2001 → 2016) puis maire (2016 → ) de Charenton-le-Pont                                                                                 |
| 2021             | 2028             | 2021   | en cours | Chantal Durand |        | LR     | Maire adjointe de Joinville-le-Pont (depuis 2016) Vice-Présidente du Conseil Départemental du Val de Marne chargée de l’eau et de l’assainissement (depuis 2021)                                                         |
| 2021             | 2028             | 2021   | en cours | Hervé Gicquel  |        | LR     | Maire de Charenton-le-Pont 5e Vice-Président du Conseil Départemental du Val de Marne chargé des finances, de la commande publique, de l’évaluation des politiques publiques et du développement numérique (depuis 2021) |

### Résultats détaillés

#### Élections de mars 2015
À l'issue du 1er tour des élections départementales de 2015, deux binômes sont en ballottage : Chantal Durand et Hervé Gicquel (Union de la Droite, 45,36 %) et Jean François Clair et Alison Uddin (Union de la Gauche, 18,51 %). Le taux de participation est de 46,37 % (18 779 votants sur 40 498 inscrits) contre 44,44 % au niveau départemental et 50,17 % au niveau national.
Au second tour, Chantal Durand et Hervé Gicquel (Union de la Droite) sont élus avec 64,02 % des suffrages exprimés et un taux de participation de 42,76 % (10 511 voix pour 17 315 votants et 40 498 inscrits).

#### Élections de juin 2021
Le premier tour des élections départementales de 2021 est marqué par un très faible taux de participation (33,26 % au niveau national). Dans le canton de Charenton-le-Pont, ce taux de participation est de 33,34 % (13 784 votants sur 41 338 inscrits) contre 29,98 % au niveau départemental. À l'issue de ce premier tour, deux binômes sont en ballottage : Chantal Durand et Hervé Gicquel (LR, 46,26 %) et Jean-Maurice Denis et Isabelle Lérault (binôme écologiste, 17,31 %).
Le second tour des élections est marqué une nouvelle fois par une abstention massive équivalente au premier tour. Les taux de participation sont de 34,36 % au niveau national, 32,99 % dans le département et 36,7 % dans le canton de Charenton-le-Pont. Chantal Durand et Hervé Gicquel (LR) sont élus avec 63,98 % des suffrages exprimés (9 346 voix pour 15 174 votants et 41 350 inscrits),,.  
À la suite de cette élection, ils deviennent vice-présidents du nouvel exécutif, chargés respectivement de l'eau et de l'assainissement pour Chantal Durand et des finances, de la commande publique, de l'évaluation des politiques publiques et du développement numérique. 

## Composition

### Composition de 1967 à 2015
Le canton était constitué de deux communes.
| Nom                           | Code Insee | Codepostal | Superficie (km2) | Population (dernière pop. légale) | Densité (hab./km2) |
| ----------------------------- | ---------- | ---------- | ---------------- | --------------------------------- | ------------------ |
| Charenton-le-Pont (chef-lieu) | 94018      | 94220      | 1,85             | 30 148 (2012)                     | 16 296             |
| Saint-Maurice                 | 94069      | 94410      | 1,43             | 14 870 (2012)                     | 10 399             |

### Composition depuis 2015
| Nom                                       | Code Insee | Intercommunalité         | Superficie (km2) | Population (dernière pop. légale)             | Densité (hab./km2) | Modifier                                    |
| ----------------------------------------- | ---------- | ------------------------ | ---------------- | --------------------------------------------- | ------------------ | ------------------------------------------- |
| Charenton-le-Pont (bureau centralisateur) | 94018      | Métropole du Grand Paris | 1,85             | 28 756 (2022)                                 | 15 544             | modifier les données · modifier les données |
| Joinville-le-Pont                         | 94042      | Métropole du Grand Paris | 2,30             | 20 784 (2022)                                 | 9 037              | modifier les données · modifier les données |
| Nogent-sur-Marne                          | 94052      | Métropole du Grand Paris | 2,80             | Fraction : 987 (2022) Commune : 32 998 (2022) | 11 785             | modifier les données · modifier les données |
| Saint-Maurice                             | 94069      | Métropole du Grand Paris | 1,43             | 14 411 (2022)                                 | 10 078             | modifier les données · modifier les données |
| Canton de Charenton-le-Pont               | 9405       |                          |                  | 64 938 (2022)                                 |                    | modifier les données                        |

Le canton de Charenton-le-Pont est désormais constitué de :
1. trois communes entières,
2. la partie de la commune de Nogent-sur-Marne située à l’ouest d’une ligne définie par l’axe des voies et limites suivantes : depuis la limite territoriale de la commune de Paris, avenue des Merisiers, à l’angle de l’avenue des Merisiers et de l’avenue de Joinville, ligne perpendiculaire à l’avenue de Joinville, avenue Charles-V, avenue de Neptune, prolongement de l’avenue de Neptune jusqu’à la limite territoriale de la commune de Joinville-le-Pont.

## Démographie

### Démographie avant 2015
| 1968   | 1975   | 1982   | 1990   | 1999   | 2006   | 2011   | 2012   |
| ------ | ------ | ------ | ------ | ------ | ------ | ------ | ------ |
| 32 777 | 29 689 | 29 920 | 33 029 | 39 330 | 42 942 | 44 148 | 45 018 |

### Démographie depuis 2015
En 2022, le canton comptait 64 938 habitants, en évolution de +0,73 % par rapport à 2016 (Val-de-Marne : +3 %, France hors Mayotte : +2,11 %).
| 2013   | 2018   | 2022   |
| ------ | ------ | ------ |
| 66 965 | 64 543 | 64 938 |